# 塔拉西夫卡 (佳切夫區)
48°12′27″N 23°48′52″E / 48.20750°N 23.81444°E
塔拉西夫卡（烏克蘭語：Тарасівка）是位於烏克蘭西部外喀爾巴阡州的佳奇夫區的村莊，始建於1611年，面積36平方公里，海拔高度426米，2001年人口3,067，人口密度每平方公里85.19人。